# V423 Андромеды
V423 Андромеды (лат. V423 Andromedae) — одиночная переменная звезда в созвездии Андромеды на расстоянии (вычисленном из значения параллакса) приблизительно 21528 световых лет (около 6601 парсека) от Солнца. Видимая звёздная величина звезды — от +16,7m до +15,8m.

## Характеристики
V423 Андромеды — жёлтая пульсирующая переменная звезда типа RR Лиры (RRAB) спектрального класса K-G. Эффективная температура — около 4921 K.